# آ (صينية)
آ (آ (صينية)) حرف من الحروف الصينية. ويدل الحرف في الأصل على معنى «التل الكبير».